# Krigsåret 1940

## Pågående krig
- Andra sino-japanska kriget (1937-1945)
  - Japan på ena sidan
  - Kina på andra sidan

- Finska vinterkriget (1939-1940)[1]
  - Finland på ena sidan
  - Sovjetunionen på andra sidan

- Andra världskriget (1939-1945)[2]
  - Tyskland, Italien och Sovjetunionen på ena sidan
  - Storbritannien och Frankrike på andra sidan

## Händelser
- 26 februari - Ryssland segrar över Finland i slaget vid Honkaniemi.
- 5 mars - Stalins order som leder till Katynmassakern på polska officerare.
- 13 mars - Finland sluter Moskvafreden med Sovjetunionen. Finland tvingas lämna Karelska näset till Sovjetunionen.
- 9 april - Tyskland genomför operation Weserübung för att ockupera Danmark och Norge. Danmark ger sig utan strid.
- 10 maj - Tyskland inleder Fall Gelb mot Benelux och Frankrike.
- 14 maj - Bombningen av Rotterdam, Nederländerna kapitulerar dagen efter.
- 7 juni - Norge ger sig till Tysklands ockupation. Norges kung och lagliga regering flyr till Storbritannien, och norrmännen tvingas godkänna Tysklands militära närvaro i Norge.
- 10 juni - Italien förklarar Storbritannien och Frankrike krig.
- 22 juni - Frankrike och Tyskland sluter fred. Tyskland ockuperar stora delar av Frankrike, och den tyskvänliga lydstaten Vichyregimen upprättas.
- 3 juli - Royal Navy förstör franska fartyg i attacken på Mers-el-Kébir.
- 11 november - Royal Navys flyg sänker italienska slagskepp i anfallet mot Taranto.
- 14 november - Bombningen av Coventry, ett av många tyska flyganfall i Blitzen.

### Fotnoter
1. ↑  ”Chronological List of All Wars”. Arkiverad från originalet den 9 oktober 2014. https://web.archive.org/web/20141009082543/http://www.correlatesofwar.org/COW2%20Data/WarData_NEW/WarList_NEW.pdf. Läst 29 juni 2011.
2. ↑  ”World Statesmen”. http://www.worldstatesmen.org/WARS.html. Läst 28 juni 2011.